# Boronia oxyantha
Boronia oxyantha är en vinruteväxtart som beskrevs av Porphir Kiril Nicolai Stepanowitsch Turczaninow. Boronia oxyantha ingår i släktet Boronia och familjen vinruteväxter. Utöver nominatformen finns också underarten B. o. brevicalyx.